# Ідзькі-Середні
Ідзькі-Середні (пол. Idźki Średnie) — село в Польщі, у гміні Соколи Високомазовецького повіту Підляського воєводства.
Населення — 58 осіб (2011).
У 1975-1998 роках село належало до Ломжинського воєводства.

## Демографія
Демографічна структура станом на 31 березня 2011 року:
|          | Загалом | Допрацездатний вік | Працездатний вік | Постпрацездатний вік |
| -------- | ------- | ------------------ | ---------------- | -------------------- |
| Чоловіки | 32      | 5                  | 25               | 2                    |
| Жінки    | 26      | 4                  | 15               | 7                    |
| Разом    | 58      | 9                  | 40               | 9                    |